# Koordynowana sieć elektroenergetyczna
Koordynowana sieć elektroenergetyczna – część sieci dystrybucyjnej, w której przepływ mocy (przepływ energii) zależy między innymi od warunków przepływu w sieci przesyłowej.